# Szepsi Laczkó Máté
Szepsi Laczkó Máté (1576 – 1633. január 20.) református lelkész, Lorántffy Zsuzsanna udvari lelkésze.

## Élete
Szepsi Laczkó Máté Szepsiben született, iskoláit itt kezdte, majd később Sárospatakon folytatta. Ezt követően Olaszliszkán, majd Kassán tanított. Lórántffy Mihály ösztöndíjával 1608-ban Wittenbergbe ment tanulni. Két év után hazatért és Erdőbényén tanított, aztán még egyszer elment a németországi Hanauba tanulni, és visszatért Erdőbényére. Nemsokára Lorántffy Zsuzsanna (I. Rákóczi György felesége) szolgálatába állt, ekkor kezdett szőlészettel és borászattal foglalkozni.
Emlékezetre való dolgoknak rövid megjegyzései címmel írt följegyzései 1520-tól 1619-ig terjednek; Bocskai István és Báthory Gábor korára elsőrangú történelmi forrás. Nyomtatásban Mikó Imre jelentette meg 1858-ban. Bartoniek Emma szerint a krónika nem saját feljegyzéseit tartalmazza, hanem „több író által szolgáltatott adatok első, lazán megszerkesztett összeállítása”.

## Emlékezete
A szájhagyomány szerint nevéhez fűződik az első aszúbor előállítása, de mai ismereteink szerint a módszer évszázadokon át alakult ki. A tokaji aszú készítésének első leírását is neki tulajdonítják; ezzel szemben az „aszú szőlő” kifejezést már Szikszai Fabricius Balázs 1574-ben írt, 1590-ben kiadott latin – magyar szótárában is szerepelt.
Emlékezetét őrzi Erdőbényén a református templom előtt felállított mellszobor, Lavotha Géza alkotása. Nevét a sátoraljaújhelyi Szepsi Laczkó Máté Mezőgazdasági és Élelmiszeripari Szakképző Iskola és Kollégium viselte.
Sátoraljaújhelyen emléktábla őrzi emlékét